# Artimpaza mimetica
Artimpaza mimetica là một loài bọ cánh cứng trong họ Cerambycidae.